# LaTasha Jenkins
LaTasha Jenkins (Chicago, 19 dicembre 1977) è un'ex velocista statunitense, medaglia d'argento nei 200 metri piani ai Mondiali di Edmonton 2001.

## Record mondiali

### Seniores
- Staffetta 4×200 metri: 1'27"46 ( Filadelfia, 29 aprile 2000) (LaTasha Jenkins, LaTasha Colander, Nanceen Perry, Marion Jones)

## Palmarès
| Anno | Manifestazione  | Sede     | Evento      | Risultato | Prestazione | Note                          |
| ---- | --------------- | -------- | ----------- | --------- | ----------- | ----------------------------- |
| 2001 | Mondiali indoor | Lisbona  | 200 m piani | Argento   | 22"96       | Miglior prestazione personale |
| 2001 | Mondiali        | Edmonton | 200 m piani | Argento   | 22"85       |                               |

## Campionati nazionali
- 1 volta campionessa nazionale dei 200 m piani (2001)
- 1 volta campionessa nazionale indoor dei 200 m piani (2001)